# Шелл-Ридж (Каліфорнія)
Шелл-Ридж (англ. Shell Ridge) — переписна місцевість (CDP) в США, в окрузі Контра-Коста штату Каліфорнія. Населення — 1014 особи (2020).

## Географія
Шелл-Ридж розташований за координатами 37°54′21″ пн. ш. 122°2′4″ зх. д. / 37.90583° пн. ш. 122.03444° зх. д. (37.905920, -122.034394).  За даними Бюро перепису населення США в 2010 році переписна місцевість мала площу 1,11 км², уся площа — суходіл.

## Демографія
Згідно з переписом 2010 року, у переписній місцевості мешкало 959 осіб у 357 домогосподарствах у складі 296 родин. Густота населення становила 861 особа/км².  Було 370 помешкань (332/км²).
Расовий склад населення:
| - 85,6 % — білих - 7,6 % — азіатів - 0,6 % — вихідців з тихоокеанських островів - 0,5 % — чорних або афроамериканців - 0,2 % — корінних американців |

До двох чи більше рас належало 4,6 %. Частка іспаномовних становила 6,2 % від усіх жителів.
За віковим діапазоном населення розподілялося таким чином: 23,9 % — особи молодші 18 років, 58,0 % — особи у віці 18—64 років, 18,1 % — особи у віці 65 років та старші. Медіана віку мешканця становила 48,3 року. На 100 осіб жіночої статі у переписній місцевості припадало 106,2 чоловіків;  на 100 жінок у віці від 18 років та старших — 100,0 чоловіків також старших 18 років.
Середній дохід на одне домашнє господарство  становив 183 009 доларів США (медіана — 122 083), а середній дохід на одну сім'ю — 197 447 доларів (медіана — 152 159). За межею бідності перебувало 2,5 % осіб, у тому числі 0,0 % дітей у віці до 18 років та 4,2 % осіб у віці 65 років та старших.
Цивільне працевлаштоване населення становило 458 осіб. Основні галузі зайнятості: освіта, охорона здоров'я та соціальна допомога — 32,3 %, науковці, спеціалісти, менеджери — 17,2 %, фінанси, страхування та нерухомість — 12,0 %, оптова торгівля — 11,4 %.